# Санда Малешевић
Санда Малешевић (лат. Sanda Malesević) (22. април 1994) је српска фудбалерка.

## Каријера
Наступала је 7 пута за женску кадетску и 9 пута за омладинску репрезентацију Србије, али о томе није пронађена адекватна УЕФА статистика. 

Наступа за женски фудбалски клуб Спартак са којим се такмичи у Супер лиги Србије за жене. Са матичним клубом је до сада одиграла 6 утакмица у УЕФА Лиги шампиона. У најелитнијем клупском такмичењу је дебитовала 2011. године против Глазгов Ситија.

## Награде и признања
До сада има 5 титула државног првака, 4 титуле победника Купа и 4 учешћа у УЕФА Лиги шампиона (2011/12, 2012/13, 2013/14, 2014/15).